# 엥가노쥐
엥가노쥐(Rattus enganus)는 시궁쥐속에 속하는 설치류의 일종이다. 인도네시아 엥가노 섬에서만 발견된다.

## 특징
꼬리 길이 257mm를 제외한 몸길이가 228mm인 보통 크기의 설치류다. 발 길이는 46mm, 귀 길이는 19mm이다. 털이 비단처럼 부드럽지만 등을 따라서는 거칠다. 등 쪽은 갈색빛의 누르스름한 색을 띠지만 배 쪽은 연한 회색이다.

## 생태
땅 위에서 주로 생활하는 육상성 동물이다.

## 분포 및 서식지
수마트라섬 북서부 해안을 따라 엥가노섬에서 1904년에 포획된 수컷 한 마리가 수집된 유일한 표본으로 현재 워싱턴의 국립 자연사 박물관에 USNM 140976라는 분류 번호로 소장되어 있다.